# بیماری هلندی اقتصاد ایران (۱۳۵۳ تا ۱۳۵۶)
بیماری هلندی اقتصاد ایران از ۱۳۵۳ تا ۱۳۵۶ یک عارضه در اقتصاد کلان ایران بود که در میانهٔ دههٔ پنجاه شمسی و در پی افزایش قیمت جهانی نفت در اثر جنگ اعراب و اسرائیل و اجرای برنامهٔ عمرانی پنجم بروز کرد و منجر به تورم شد. نقطهٔ آغاز این عارضه از کنفرانس رامسر دانسته می‌شود که در مرداد ۱۳۵۳ ه‍.ش به ریاست محمدرضا پهلوی برگزار شد و منجر به دو برابر شدن حجم اعتبارات برنامه‌های عمرانی در ایران شد. پایان این عارضه نیز در زمان اتخاذ سیاست ریاضت اقتصادی توسط جمشید آموزگار، نخست‌وزیر وقت، در سال ۱۳۵۶ در نظر گرفته می‌شود که نقش مهمی در ایجاد نارضایتی عمومی و به وقوع پیوستن انقلاب سال ۱۳۵۷ داشت .
در فاصلهٔ ده سالهٔ ۱۳۴۲ تا ۱۳۵۲ طی برنامه‌های عمرانی سوم و چهارم، نرخ رشد اقتصادی ایران به طور میانگین ۱۱٫۵٪ در سال بود و نرخ تورم نیز میانگین سالانهٔ ۲٫۶٪ داشت. در این دوره ایران دارای یکی از بیشترین رشدهای اقتصادی در میان کشورهای جهان بود چنانکه حجم اقتصاد ایران ظرف ده سال چهار برابر شد. این امر موجب تمایل به افزایش پروژه‌های عمرانی در دولت امیرعباس هویدا در دههٔ پنجاه شمسی گردید، در حالی که سازمان برنامه مخالف این رویکرد بود. نهایتاً، پس از افزایش شدید درآمدهای نفتی در سال‌های ۱۳۵۲ و ۱۳۵۳، شاه به روایتی به اصلاح برنامه عمرانی پنجم برای گسترش پروژه‌های عمرانی تن در داد و به روایت دیگر خود آن را تشویق کرد. نتیجه آن شد که حجم سرمایه‌گذاری‌های برنامهٔ پنجم نسبت به برنامهٔ چهارم ۶ برابر شد و حجم هزینه‌های بخش عمومی نیز افزایش یافت. این موضوع فراتر از توان اقتصاد ایران بود و سبب شد که هم نرخ رشد در برنامهٔ پنجم به نصف برنامهٔ چهارم کاهش یابد و هم تورم از ۲٫۶٪ به ۲۴٫۹٪ برسد و شاخص هزینه‌های زندگی طبقه متوسط و پایین شهری دو برابر شود. همچنین دولت بزرگی ایجاد شد که برای تأمین هزینه‌های خود به‌شدت دچار وابستگی به درآمدهای نفتی گردید. برای کنترل این وضعیت دولت جمشید آموزگار در سال ۱۳۵۶ سیاست ریاضت اقتصادی را اتخاذ کرد که نارضایتی عمومی را دامن زد و در گرایش مردم به سوی انقلاب ۱۳۵۷ مؤثر بود.
تورم در نیمه دوم دهه ۱۳۴۰ شمسی تقریباً در اقتصاد ایران به صفر رسیده بود، دوباره در اوایل دهه ۱۳۵۰ شمسی پدیدار شد و شاخص هزینه زندگی از میزان ۱۰۰ در سال ۱۳۵۰ به ترتیب در سال‌های ۱۳۵۳، ۱۳۵۴، ۱۳۵۵ به ۱۲۶، ۱۶۰ و ۱۹۰ رسید. البته این تورم در مورد کالاهای ضروری مانند مواد غذایی مو مسکن، به ویژه در شهرها، بیشتر و چشمگیرتر بود. مثلاً بنابر گزارش مجله اکونومیست لندن، در سال ۱۳۵۵ میزان اجاره‌خانه‌های تهران در عرض پنج سال، ۳۰۰ برابر شده بود و در سال ۱۳۵۴ یک خانواده طبقه متوسط می‌بایست حدود ۵۰ درصد درآمد سالانه خود را به هزینه مسکن اختصاص دهند. این تورم نتیجه چندین عامل بود: کمبود مسکن و هجوم بیش از ۶۰ هزار تکنسین خارجی با حقوق و درآمد بالا؛ پیشی گرفتن میزان جمعیت بر میزان رشد تولیدات کشاورزی؛ افزایش ناگهانی قیمت مواد غذایی در بازارهای جهانی؛ برنامه صنعتی کردن پرشتاب و رشد بی‌وقفه بخش نظامی که به کمبود نیروی کار، افزایش دستمزدها در مناطق روستایی، خالی شدن روستاها از نیروی کار و بنابراین تشدید مشکلات کشاورزی انجامید و مهمتر از همه، تحرک شدید اقتصادی در نتیجه تزریق دلارهای نفتی از طریق برنامه‌های بلندپروازانه توسعه به جامعه - در سال ۱۳۵۳، دولت سرمایه‌گذاری‌های توسعه را سه برابر کرد و حجم پول در گردش را بیش از ۶۰ درصد افزایش داد. هنگامی که اقتصاددان‌ها نسبت به پی‌آمدهای خطرناک این‌گونه اقدامات هشدار دادند، شاه گفت که سیاستمدارها هرگز نباید به حرف اقتصاددان‌ها گوش کنند.
الگوی توسعه مورد نظر حکومت پهلوی (تئوری اقتصادی رشد قطره‌ای) به طور اجتناب ناپذیری شکاف بین گروه‌های دارا و ندار را وسیع‌تر کرد. استراتژی رژیم سرازیر کردن ثروت نفتی به سوی نخبگان وابسته به دربار بود که بعدها کارخانه‌ها، شرکت‌ها و واحدهای گشت و صنعتی متعددی را تأسیس کردند. ثروت به لحاظ نظری به صورت قطره‌ای به پایین جریان می‌یافت، اما در عمل در ایران همانند بسیاری از کشورها، همچنان به بالا چسبیده بود و مسیرش به سوی رده‌های پائین‌تر نردبان اجتماعی روز به روز کمتر می‌شود. ثروت، همانند یخ در آب گرم، در فرایند دست به دست شدن، ذوب می‌شد و نتیجه آن نیز چندان تعجب‌آور نبود. در دهه ۱۹۵۰/۱۳۳۰ ایران یکی از مشکل دارترین کشور جهان سوم به لحاظ توزیع نابرابر درآمدها بود. اما بنابر گزارش سازمان بین‌المللی کار در دهه ۱۳۵۰/۱۹۷۰، به یکی از بدترین کشورهای جهان تبدیل شد. در خصوص توزیع درآمد، شواهد قطعی در دسترس نیست، اما بانک مرکزی ارزیابی را دربارهٔ هزینه خانوارهای شهری در سال‌های ۱۳۳۸–۳۹ و سال‌های ۱۳۵۲–۵۳ انجام داده است. مطابق این ارزیابی در سال‌های ۳۸–۳۹، ۳۵٫۳ درصد از مجموع هزینه‌ها مربوط به ۱۰ درصد بالایی ثروتمندها و تنها ۱٫۷ از هزینه‌ها مربوط به ۱۰ درصد گروه‌های بسیار فقیر بود. ارقام مربوط به سال‌های ۵۲–۵۳، وضعیت وخیم تری را نشان می‌دهد. بر مبنای این بررسی، ۳۷٫۹ درصد هزینه‌ها مربوط به دهک بالایی جمعیت ثروتمند کشور است در حالی که این رقم برای ۱۰ درصد پائین فقیر، ۱٫۳ درصد بوده‌است. بر اساس یکی از اسناد فاش شده سازمان برنامه و بودجه سهم درآمدی ۲۰ درصد جمعیت ثروتمند شهری در سال ۱۳۵۲ و ۱۳۵۴ از ۵۷ درصد به ۶۳ درصد افزایش یافته‌است. مطابق این سند شکاف بین میزان مصرف جمعیت شهری و روستایی به شکل قابل توجهی وسیع تر شده بود. این نابرابری‌ها به ویژه در تهران کاملاً محسوس بود. ثروتمندان شهر در کاخ‌های منطقه شمالی شهر زندگی می‌کردند در حالی که فقرا در آلونک‌های حلبی آباد بدون هیچ گونه امکانات عمومی - به ویژه یک سیستم حمل و نقل مناسب - به سر می‌بردند. شایع بود که یکی از افراد خانواده سلطنتی در خصوص ترافیک تهران گفته بود: «اگر مردم حوصله ترافیک ندارند، چرا هلیکوپتر نمی‌خرند؟» به بیان یکی از نشریات پنتاگون، رونق درآمد نفت نابرابری و فساد را به یک نقطه جوش رسانده بود.

## بیماری هلندی
بیماری هلندی یک عارضه‌ٔ اقتصاد کلان است که وقتی رخ می‌دهد که مقادیر هنگفتی ارز خارجی وارد اقتصاد یک کشور شود. این پدیده می‌تواند ناشی از افزایش شدید حجم یا قیمت منابع طبیعی صادراتی باشد، یا از ورود حجم بزرگی از کمک‌ها یا سرمایه‌گذاری‌های مستقیم ناشی شود. از جهت تاریخی نمونه‌هایی از آن را می‌توان در امپراتوری اسپانیا در سده شانزدهم میلادی پس از تصاحب طلای بومیان آمریکا و نیز در استرالیا پس از کشف طلا در دههٔ ۱۸۵۰ م. مشاهده کرد. در دهه ۱۹۶۰ م. نیز این پدیده در هلند در اثر کشف و صادرات گاز طبیعی رخ داد و لذا به «بیماری هلندی» مشهور شد.
بیماری هلندی سبب می‌شود بخش‌هایی از اقتصاد ملی که کالای قابل تبادل در بازار جهانی تولید می‌کنند نظیر صنعت و کشاورزی تضعیف شوند و بخش‌هایی که کالاهای غیرقابل مبادله در بازار جهانی تولید می‌کنند نظیر بخش ساختمان تقویت گردند. نرخ تورم بالا رود، سرمایه‌گذاری کاهش یابد و پایه پولی کشور افزایش یابد. همچنین، تراز تجاری کشور برهم بخورد و واردات به‌طور قابل ملاحظه از صادرات بیشتر شود؛ و نیز، تعادل تراز پرداخت‌ها و بودجه عمومی دولت برهم خورد و نرخ ارز افزایش یابد و رشد اقتصاد ملی کاهش یابد.

### شیوع در کشورهای نفت‌خیز
هرچند بیماری هلندی محدود به کشورهای نفت‌خیز نمی‌شود، اما از آنجا که اقتصاد این کشورها تحت تأثیر درآمد صادرات نفت و قیمت نفت متأثر از عوامل خارجی است، تغییرات قیمت نفت در بازار جهانی می‌تواند باعث بی‌ثباتی در اقتصاد این کشورها شود و مدیریت اقتصاد کلان را دشوار کند و منجر به تورم یا رکود شود. در این کشورها سازوکار وقوع بیماری هلندی به این صورت است که افزایش صادرات نفت در بدو امر درآمدها را افزایش می‌دهد، زیرا ارز ناشی از صادرات وارد اقتصاد می‌شود. اگر تمام این ارز مصروف واردات شود هیچ اثری بر عرضه پول یا تقاضای کالای تولید داخل ندارد؛ ولی اگر این پول تبدیل به ارز ملی و صرف کالاهای داخلی غیرتجاری (نظیر زمین و مسکن) شود، تأثیرش بر اقتصاد بستگی به آن دارد که نرخ مبادلهٔ ارز کشور در قبال مهمترین ارز خارجی توسط بانک مرکزی ثابت نگه داشته شود یا شناور باشد. اگر نرخ مبادله ارزی ثابت نگه داشته شود (نظیر رابطه دلار و ریال در ایران)، تبدیل ارز خارجی به پول ملی باعث افزایش عرضهٔ پول ملی می‌شود و فشار تقاضای داخلی منجر به تورم می‌شود. بدین ترتیب نرخ مبادلهٔ واقعی کاهش می‌یابد و قدرت خرید واقعی ارز خارجی در بازار داخلی کاهش می‌یابد. در هر صورت، چه نرخ مبادله ارز ثابت باشد یا شناور، تغییر نرخ مبادله، رقابت‌پذیری کالاهای صادراتی کشور را تضعیف می‌کند و در نتیجه باعث کاهش بخش صادرات غیرنفتی می‌شود. هم‌زمان سرمایه و نیروی کار به سمت بخش نفت می‌رود یا به سوی تولید کالاهای غیرتجاری داخلی سوق می‌یابد تا پاسخگوی افزایش تقاضای داخلی باشد. هر دوی اینها بخش صادرات غیرنفتی را باز هم کوچک می‌کند.

## وضعیت اقتصاد ایران در ابتدای دههٔ ۱۳۵۰

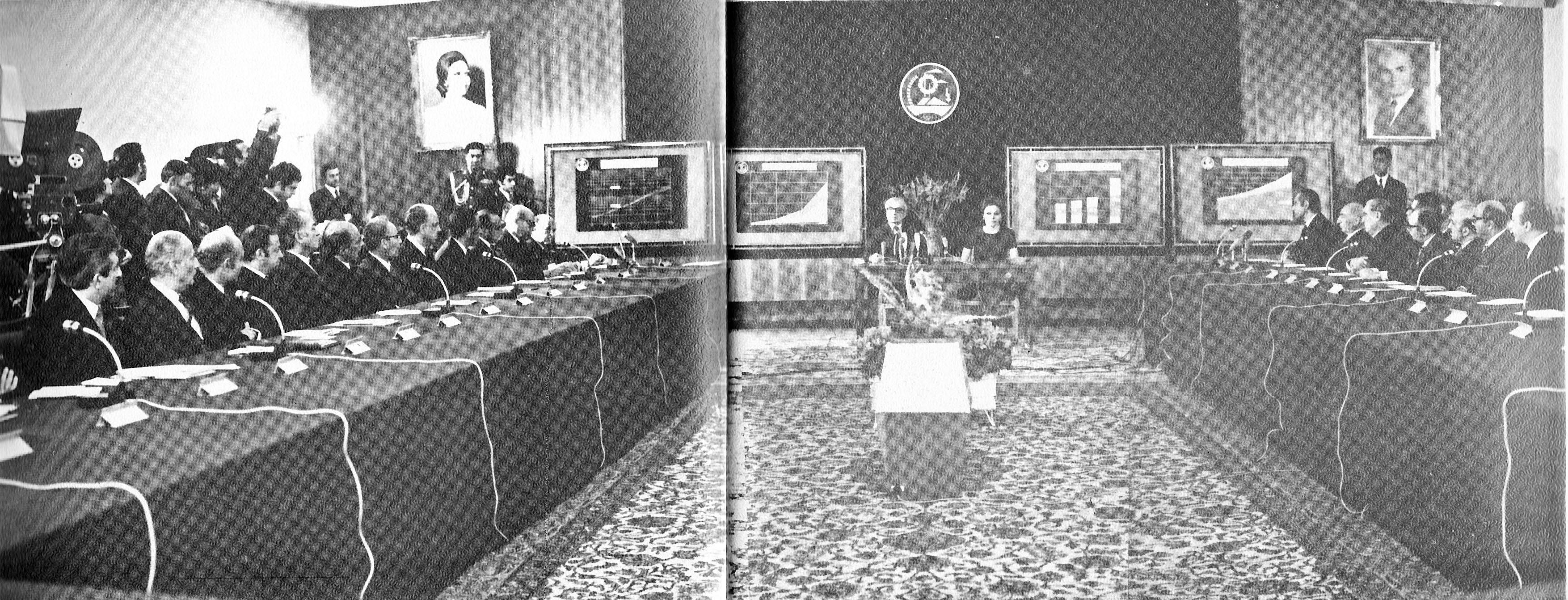
محمدرضا پهلوی در سازمان برنامه و بودجه دربارهٔ خط مشی اقتصادی اصلی ایران صحبت می‌کند (۱۳۴۹).

اقتصاد ایران در فاصله ده سالهٔ ۱۳۴۲ تا ۱۳۵۲ در دوره برنامه‌های عمرانی سوم و چهارم، با نرخ رشد ۱۱٫۵٪ میانگین سالانه و نرخ تورم تک‌رقمی ۲٫۶٪ میانگین سالانه، دارای یکی از بیشترین رشدها در میان کشورهای در حال توسعه بود. در فاصله ده‌سالهٔ ۱۳۴۲ تا ۱۳۵۱، تولید ناخالص ملی ۴ برابر شد و استانداردهای بهداشت به‌طور چشمگیری افزایش یافت. بخش نفت در ایران دوره سالانه ۱۳٫۳ ٪ رشد کرد و سهم بخش صنعت نفت در اقتصاد ایران از ۱۳٫۹ ٪ در سال ۱۳۴۲ به ۲۳٫۳ ٪ در سال ۱۳۵۱ رسید.
علی‌رغم رشد مثبت دو رقمی اقتصاد ایران، تراز تجاری در فاصله سال‌های ۱۳۳۸ تا ۱۳۵۱، تقریباً در همهٔ سال‌ها، منفی بود به طوری‌که حجم بدهی‌های ایران طی این بازه زمانی در سال ۱۳۵۱ به ۲٬۷۸۲ میلیون دلار رسید.
با افزایش رشد جمعیت به میزان ۳٪ در سال، ایران دیگر قادر به تولید مواد غذایی مورد نیاز خود نبود.
از دید جان فوران وضعیت اقتصادی و اجتماعی ایران از دهه ۱۳۲۰ تا دهه ۱۳۵۰ را می‌توان با عنوان «توسعه وابسته» صورتبندی کرد که طی آن ایران در نظام جهانی سرمایه‌داری از یک کشور پیرامونی به یک کشور شبه پیرامونی ارتقا می‌یابد. اما این توسعه به‌شدت نامتوازن بوده است، به طوری که علی‌رغم برنامه اصلاحات ارضی، بسیاری از روستاییان همچنان فاقد زمین کشاورزی مکفی برای تأمین مخارجشان بودند. این عامل به همراه ضعف حمایت دولت از بخش کشاورزی و افت بازرگانی خارجی در این حوزه، سبب شد که در قیاس با وضع عمومی رشد اقتصاد ایران، کشاورزی دچار رکود شود و مهاجرت گسترده روستاییان به شهرها شکل بگیرد. در حوزه صنعت نیز، سرمایه، فناوری و مدیریت خارجی که شامل صنایع نفتی و مونتاژ بودند، حاکم بود. به طوری که سهم صادرات نفت و گاز که در سال ۱۳۴۲ حدود ۷۷ درصد از مجموع صادرات ایران را تشکیل می‌داد، تا سال ۱۳۵۶ به ۹۸ درصد رسید. این وضعیت باعث شکل‌گیری اقتصاد وابسته به نفت از یک سو و استقلال دولت از درآمدهای مالیاتی از سوی دیگر شد.

## تحولات زمینه ساز بروز بیماری هلندی

### تغییر مناسبات بازار نفت و شوک قیمت جهانی نفت

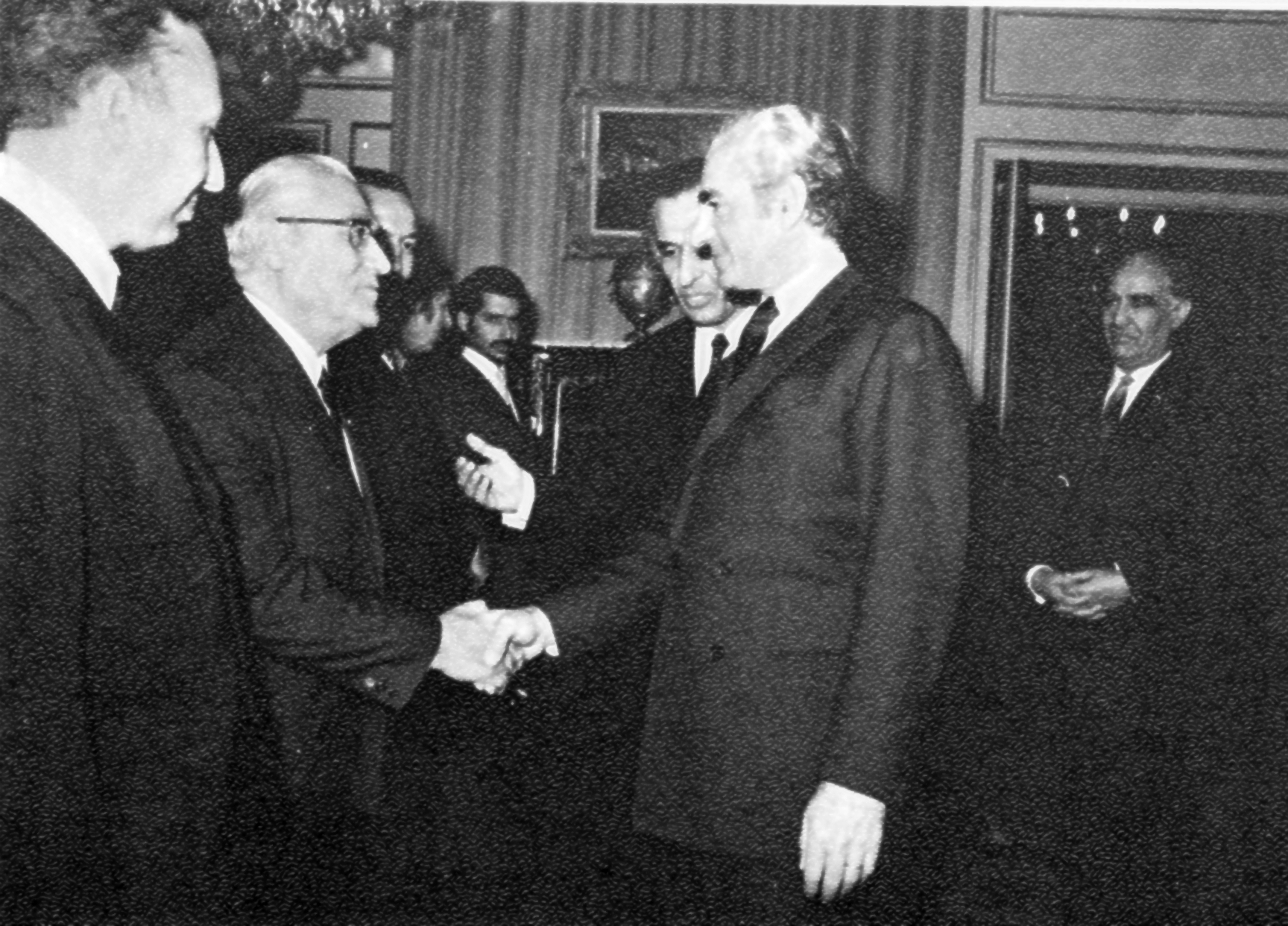
دیدار شاه با اعضای سازمان اوپک در تهران، ۱۳۴۹.

قیمت نفت از سال ۱۸۶۱ تا ۲۰۱۱ میلادی، نمودار آبی قیمت اسمی و نمودار نارنجی قیمت واقعی تصحیح شده با حذف اثر تورم است. نمودار نشان دهنده دو شوک قیمت در در سال ۱۹۷۲ و سپس ۱۹۷۹ است.

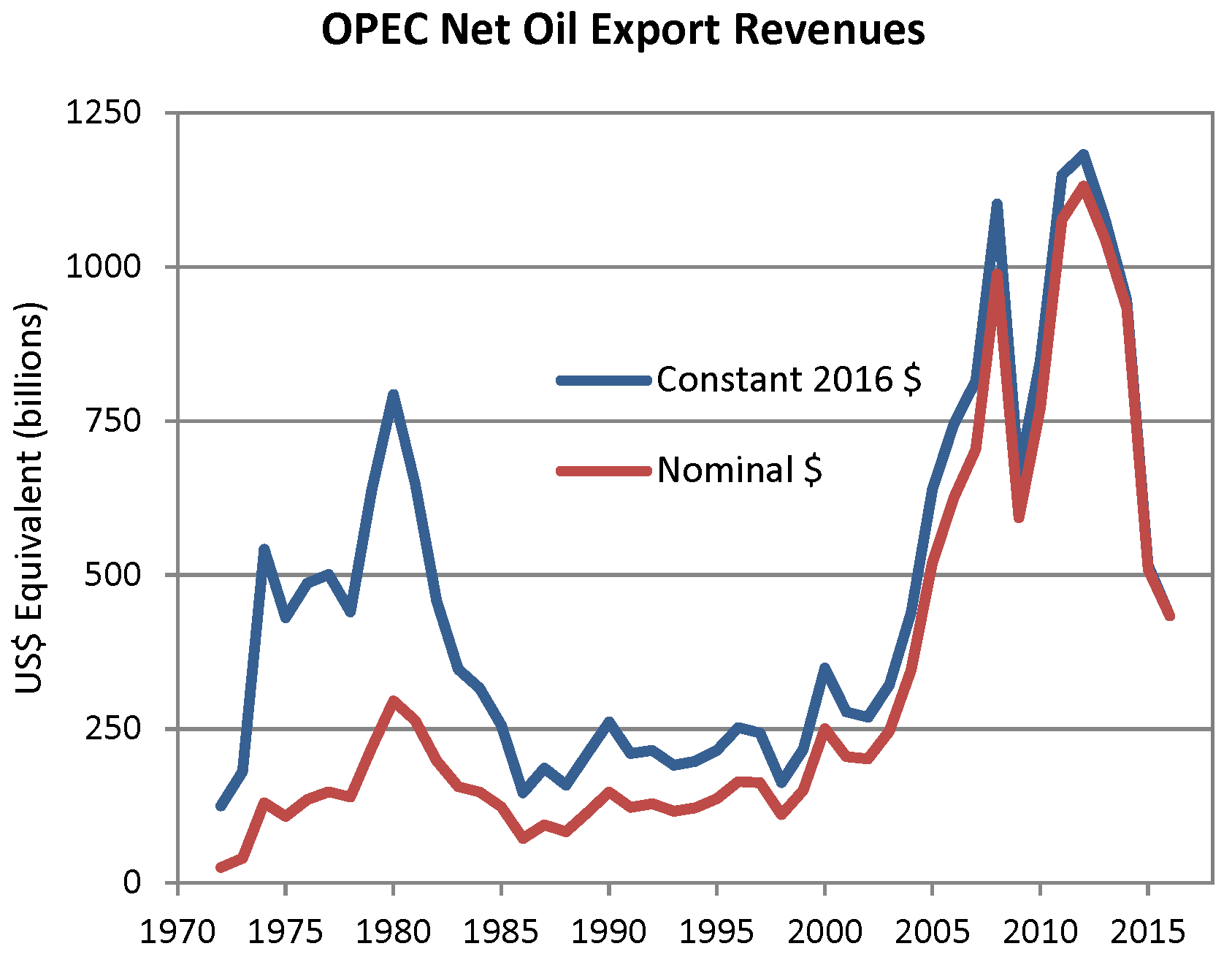
نوسان درآمد نفتی اوپک از ۱۹۷۲ تا ۲۰۱۵ میلادی، نمودار قرمز قیمت اسمی و نمودار آبی قیمت واقعی تصحیح شده با حذف اثر تورم است.

طی سال‌های ۱۳۴۹ تا ۱۳۵۲ شرایط اقتصاد جهانی کشورهای تولیدکننده نفت عضو سازمان اوپک را در موقعیت خوبی برای چانه زنی با شرکت‌های نفتی غربی قرار داد. تقاضای جهانی انرژی به‌طور سالانه به میزان ۴٫۴ ٪ رشد کرد که هیچ منبعی جز نفت برای پاسخ به آن وجود نداشت. ظرفیت تولید نفت آمریکا دچار کاهش نسبی شد. حکومت‌های کشورهای تولیدکننده نفت به عنوان مهم‌ترین عامل تضمین کننده عرضه بین‌المللی نفت در طولانی مدت شناخته شدند. قراردادهای بیع متقابل میان کشورهای تولیدکننده و شرکت‌های نفتی رواج یافت که در ازای تضمین تولید و عرضه نفت، سهم بیشتری از درآمد فروش نفت به کشورها می‌رسید. به این ترتیب، پس از چند سال گفت و گو، در زمستان سال ۱۳۵۱ یک توافقنامه کلی میان اوپک و شرکت‌های نفتی حاصل شد و اغلب کشورهای عضو توانستند قراردادهای بسیار بهتری با شرکت‌های غربی ببندند و به تعبیری ملی سازی نفت در جهان رخ دهد.
در ایران نیز از سال ۱۳۳۳ تا سال ۱۳۵۲ نفت طی قرارداد لیزینگ موسوم به قرارداد کنسرسیوم استخراج و صادر می‌شد. اما در سال ۱۳۵۲ (۳۱ ژوئیه ۱۹۷۳) قرارداد جدیدی منعقد شد که رابطه ایران با کنسرسیوم را تغییر داد. طبق این قرارداد شرکت ملی نفت ایران رسماً مالکیت و کنترل صنعت نفت در مناطق تحت قرارداد با کنسرسیوم را در اختیار گرفت و کنسرسیوم با ایجاد شرکتی به عنوان طرف قرارداد ارائه خدمات و خرید نفت با شرکت ملی نفت ایران، عهده‌دار خدمات صنعت نفت گردید.
از سوی دیگر، با وقوع جنگ اعراب و اسرائیل در سال ۱۳۵۲ شمسی و تحریم فروش نفت توسط کشورهای عربی شاه حاضر به پیوستن به تحریم نفتی نشد. ریچارد نیکسون، رئیس‌جمهور آمریکا، برای مقابله با قیمت بالای نفت ناچار شد تا دو بار (در سال‌های ۱۹۷۱ و ۱۹۷۲) ارزش دلار را کاهش دهد. اوپک نیز به رهبری محمدرضا پهلوی با این حرکت مقابله کرد و دو بار (هر بار اندکی پس از کاهش ارزش دلار) قیمت نفت را افزایش داد. از سوی دیگر، اکتشاف نفت در داخل مرزهای آبی خلیج فارس، به شاه این امکان را داد تا با شرکت‌های کوچک و جدید خارج از کنسرسیوم، قراردادهای کشف و استخراج جدید منعقد کند. شاه معتقد بود که بزرگ‌ترین منبع طبیعی ایران، یعنی نفت، قبل از پایان قرن بیستم به‌طور کامل تمام خواهد شد. از این رو در نظر داشت با به حداکثر رساندن بهره‌برداری از نفت، اقتصاد صنعتی مدرن و متنوعی را پایه‌ریزی کند تا ایرانی امن و روبه پیشرفت بعد از اتمام نفت امکان استمرار داشته‌باشد.

### برنامه عمرانی پنجم (۱۳۵۲ تا ۱۳۵۶)

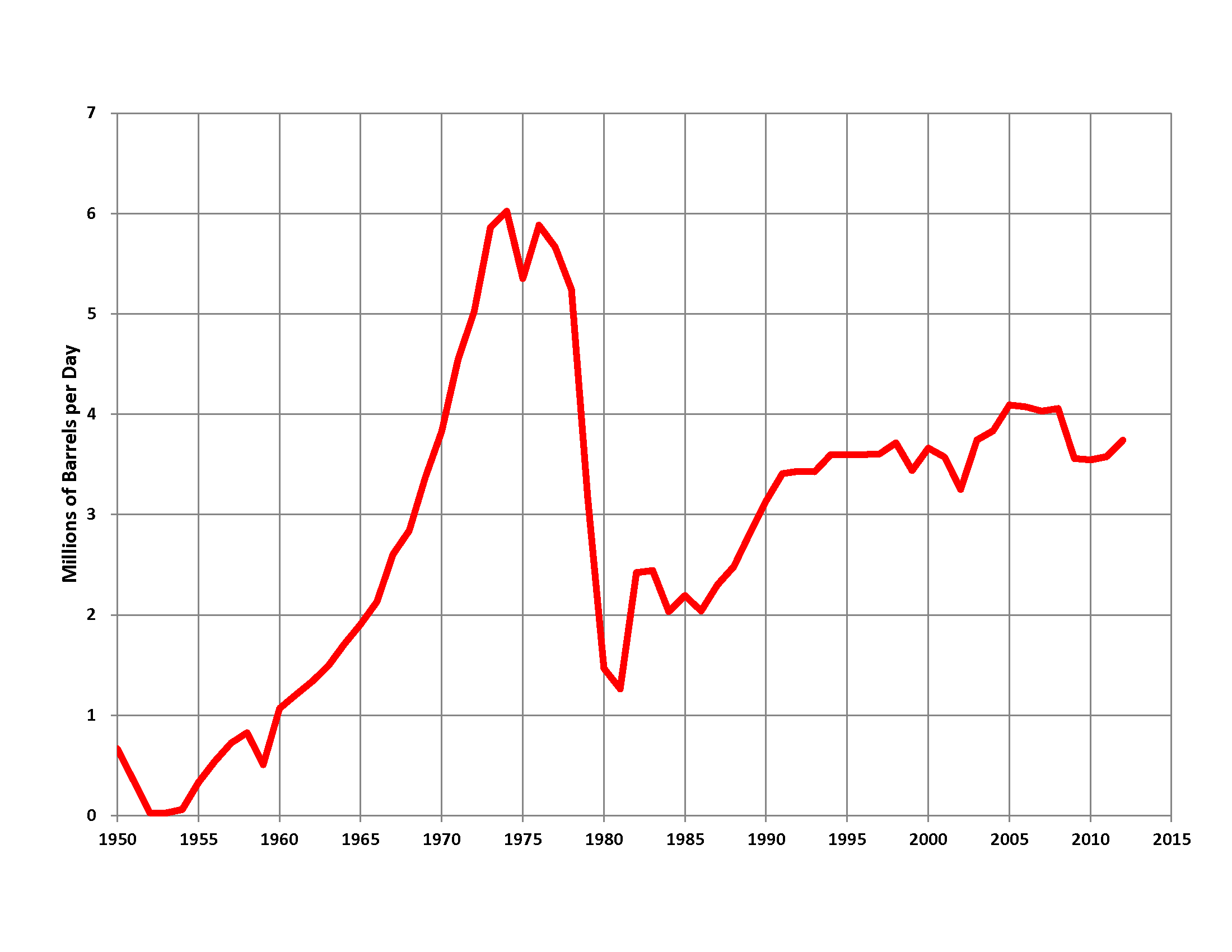
نمودار تولید نفت ایران از ۱۹۵۰ تا ۲۰۱۲، اوج تولید نفت مربوط به سال های ۱۳۵۲ تا ۱۳۵۶ است.

کارشناسان سازمان برنامه به محدودیت‌های رشد و نیز تورم و نابرابری توزیع درآمد آگاه بودند و لذا در برنامهٔ عمرانی پنجم بر رشد تحصیلات، خدمات بهداشتی، اصلاح توزیع درآمد، ثبات قیمت‌ها، جذب جوانان جویای کار و افزایش رفاه اجتماعی تمرکز کردند. این کار به قیمت توقف پروژه‌های عمرانی بزرگ و سرمایه‌بَر بود. این طرح در کنفرانسی در شهریور ۱۳۵۱ ارائه شد و او آن را مشروط به عدم کاهش هزینه‌های نظامی پذیرفت. سال بعد با بروز جنگ اعراب و اسرائیل قیمت نفت ناگهان افزایش یافت؛ لذا در آغاز سال ۱۳۵۳، شاه تصمیم به تطبیق هزینه‌های عمومی با سطح جدید درآمدهای نفتی گرفت و در نتیجه برنامهٔ عمرانی پنجم بازنویسی شد. همچنین، وزرا مشتاق به تأمین سرمایه‌های کلان برای پروژه‌های عمرانی بزرگی بودند که سال ۱۳۵۱ متوقف شده بود. آنها با دور زدن سازمان برنامه و نخست‌وزیر وقت، فریدون هویدا، مستقیماً نزد شاه رفتند و برای تأمین مالی پروژه‌های خود مجوز گرفتند. وزرا خواهان برنامه توسعه‌ای با چهار برابر حجم سرمایه‌گذاری بودند که عبدالمجید مجیدی، رئیس سازمان برنامه، مخالف آن بود. نهایتاً، هویدا قادر به اتخاذ موضع میان آنها نشد و سه سناریو را تدوین کرد و به شاه ارائه داد. در کنفرانس رامسر در مرداد ۱۳۵۳ به ریاست شاه، حجم اعتبارات برنامه برای سه سال و نیم باقی مانده از ۳۵٫۷ به ۶۸ میلیارد دلار افزایش یافت و تنها بخش کوچکی از آن به دغدغه‌های سازمان برنامه اختصاص یافت. به نوشته داریوش بایندُر، در خصوص نقش شاه در کنفرانس رامسر دو تصویر متفاوت ارائه شده‌است. در تصویری که برخی وفاداران حکومت پهلوی نظیر مجیدی ارائه داده‌اند، شاه جانب ملاحظات سازمان برنامه را گرفته‌است و در تصویر منتقدان، وی بر رشد سریع بدون توجه به ملاحظات آن، تأکید داشته‌است.

## بروز بیماری هلندی و عوارض آن
با افزایش شدید درآمدهای نفتی در ایران اعتبارات مورد نیاز برای برنامه‌های عمرانی نیز تا حدود شش برابر برنامه چهارم توسعه افزایش یافت. در عین حال اقتصاد ایران امکان جذب این حجم از منابع مالی حاصل از صادرات نفت را نداشت. اجرای برنامه پنجم سبب شد که تورم کشورهای صادرکننده محصولات به اقتصاد ایران تحمیل شود و نیز پایانه‌های ورودی ایران یارای ورود این حجم واردات را نداشته باشد.فشار ناشی از سعی در واردات شدید منجر به این شد که حتی بسیاری از کشتیها بعد از صرف زمان طولانی انتظار برای تخلیه امکان نمی یافتند و کالاها را در آب ریخته و بندرها را ترک می کردند که ضرر بزرگی به اقتصاد ایران بود. در نهایت، اجرای این برنامه منجر به بروز بیماری هلندی در اقتصاد ایران شد که البته در آن زمان هنوز به لحاظ نظری توسط اقتصاددانان صورت‌بندی نشده بود. ورود ثروت بادآوردهٔ نفتی به اقتصاد و افزایش فزایندهٔ هزینه‌های حکومت، منجر به یک تورم شدید و کاهش تولیدات کارخانه‌ها گشت. در نتیجه دولت جمشید آموزگار در سال ۱۳۵۶ مجبور به اتخاذ سیاست ریاضت اقتصادی شد. این وضعیت منجر به بروز نارضایتی عمومی شد که راه را برای انقلاب در سال بعد از آن هموار کرد.

### تحولات بخش نفت

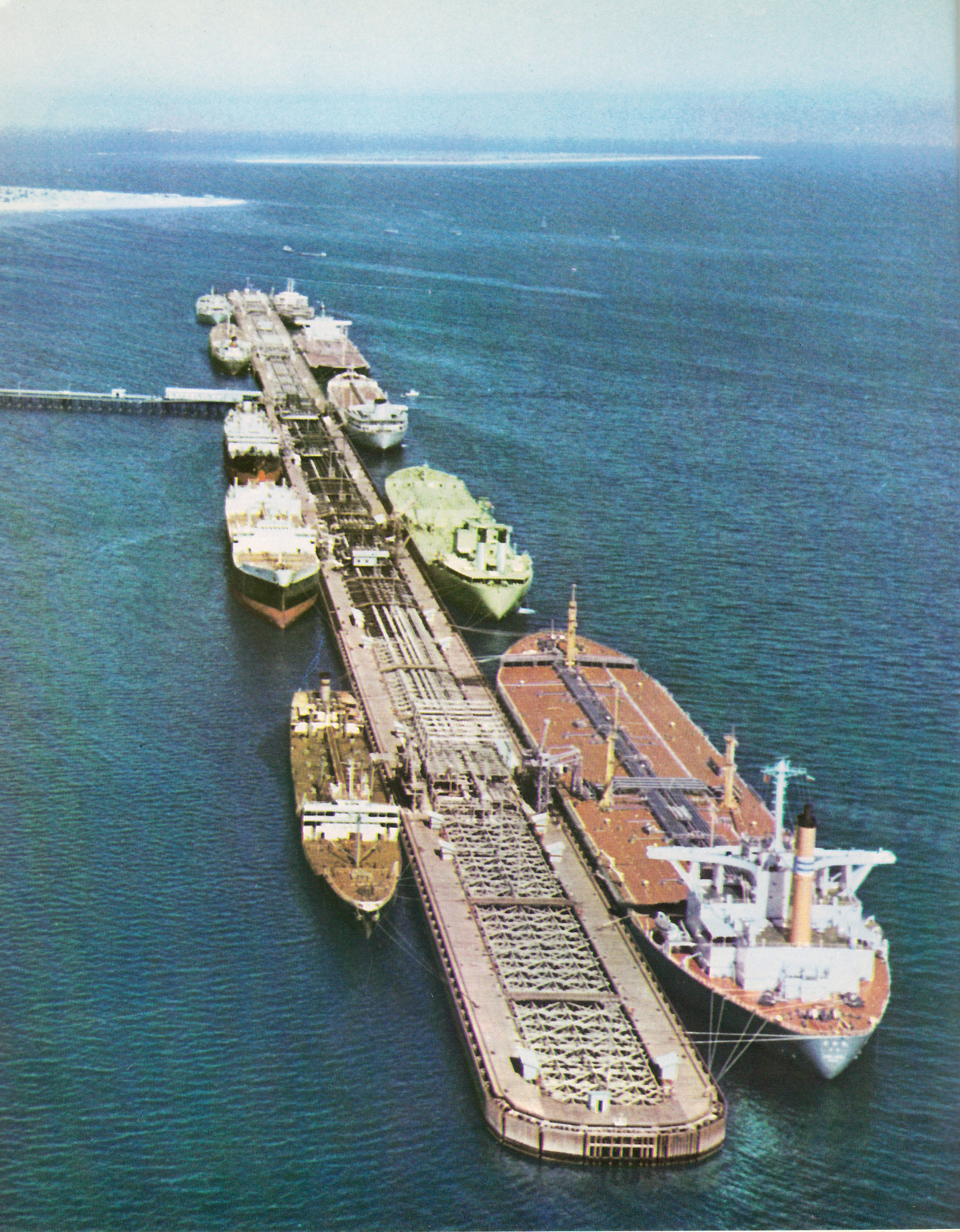
نفت کش های بزرگ از پایانه نفتی جزیره خارگ بارگیری می کنند.

طبق آمار بانک مرکزی ایران، در طی اجرای این برنامه در ابتدا بخش نفت به‌شدت رشد کرد و سهم آن از تولید ناخالص داخلی کشور از ۲۳٫۳٪ در سال ۱۳۵۱ به ۴۷٫۴٪ در سال ۱۳۵۳ رسید و در مقابل بخش کشاورزی به‌شدت کوچک شد و به کمتر از ۱۰٪ رسید، اگر چه در سال ۱۳۵۶ مجدداً سهم بخش نفت به ۳۲٫۵٪ کاهش یافت. به موازات توسعهٔ صنعت نفت، سهم آن در درآمدهای حکومت و نیز صادرات کشور افزایش یافت. اوج این افزایش در سال ۱۳۵۳ بود که ۸۶٪ از بودجه را درآمدهای نفتی تشکیل می‌داد. همچنین سهم نفت در درآمدهای صادراتی نیز در سال ۱۳۵۴ به اوج رسید، به طوری که ۸۹٪ درآمدهای صادراتی ایران را تشکیل می‌داد. علی‌رغم افزایش وابستگی به صنعت نفت، چهار برابر شدن قیمت نفت در سال‌های ۱۳۵۳–۱۳۵۲ و متعاقباً تضعیف بازار بین‌المللی نفت سبب شد که بخش نفت شتاب توسعه پیشین خود را از دست بدهد و طی این برنامه رشد اندکی را تجربه کند. تحت تأثیر افزایش درآمدهای نفتی، سهم هزینه‌های سرمایه‌گذاری و مصرفی در بخش عمومی به‌طور نسبتاً ثابتی رشد کرد به طوری که در سال ۱۳۵۳ هزینه‌های سرمایه‌گذاری در بخش عمومی به اوج خود، معادل ۶۱٪ از کل سرمایه‌گذاری‌ها رسید و سپس تا سال ۱۳۵۶ به ۵۷٪ کاهش یافت. از سوی دیگر، افزایش درآمدهای نفتی در سال‌های ۱۳۵۲ و ۱۳۵۳ باعث شد که تراز تجاری ایران به یکباره مثبت شود و ایران از یک کشور وام‌گیرنده به یک کشور وام‌دهنده تبدیل شود.

### مشکلات ناشی از بیماری هلندی

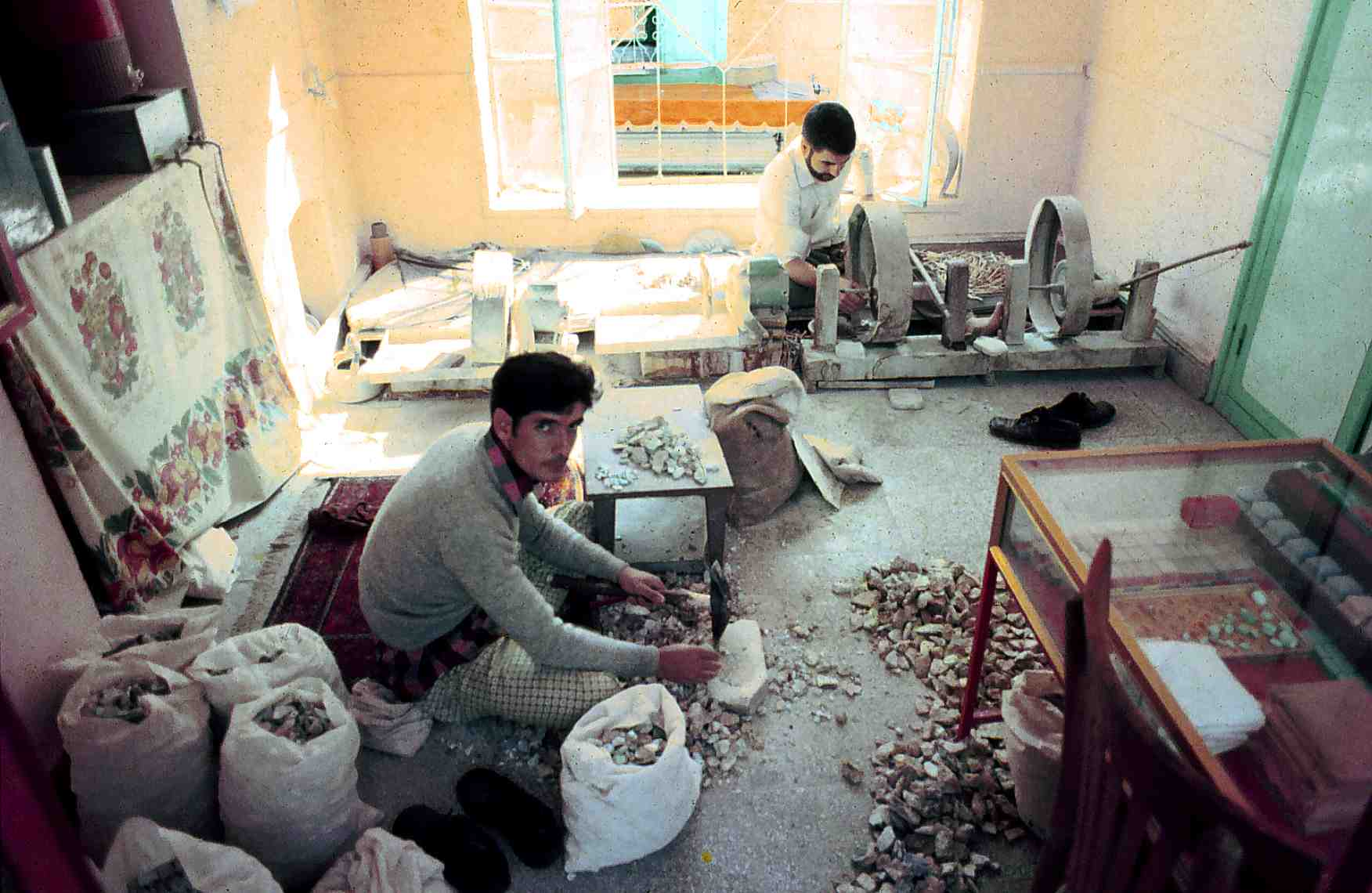
کارگاه سنتی تراش فیروزه، ۱۳۵۲

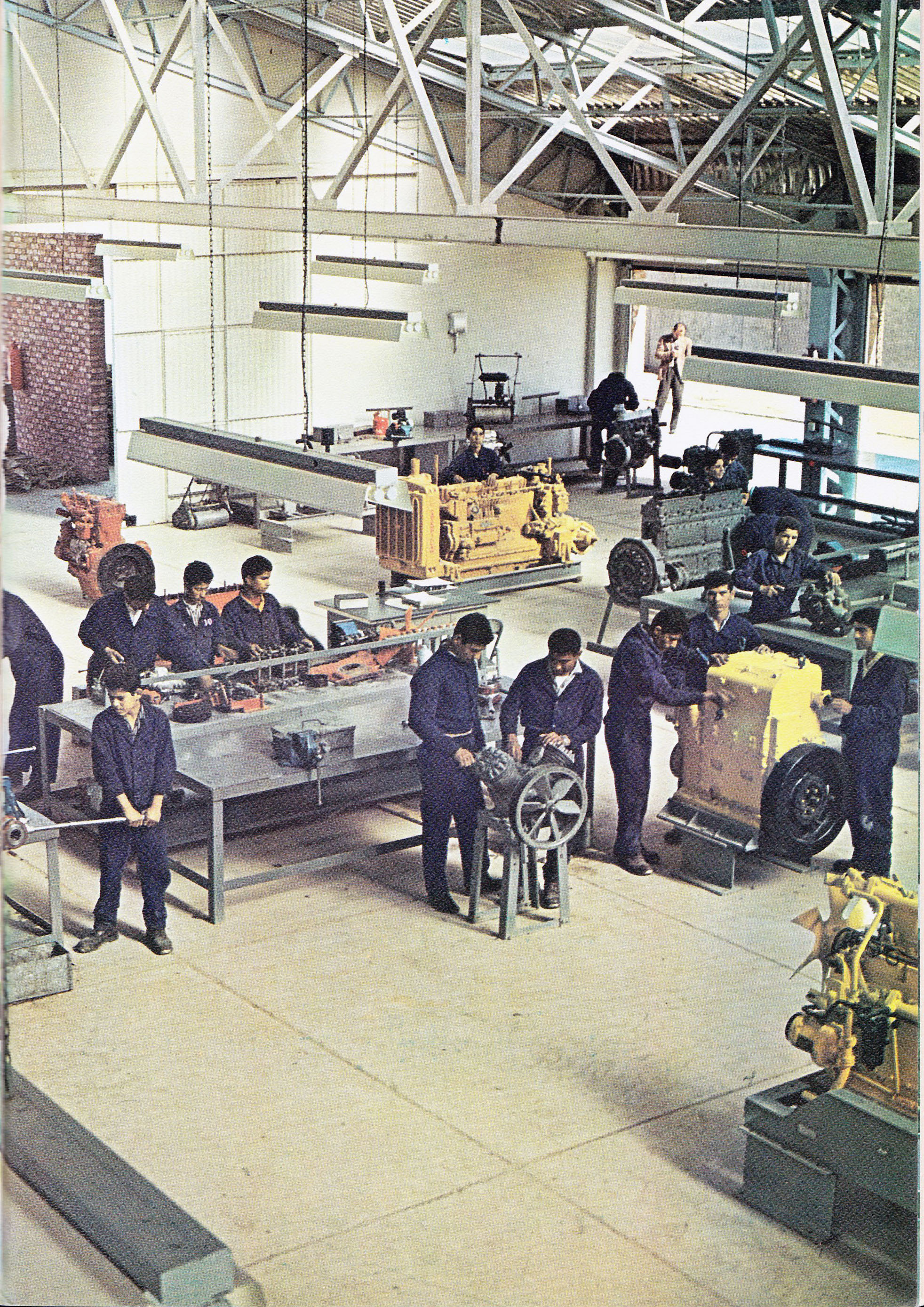
هنرستان شرکت ملی نفت ایران در آغاجاری، ۱۳۴۹

در نتیجهٔ افزایش هزینه‌ها، نرخ تورم از سال ۱۳۵۲ دورقمی شد و به‌طور متوسط طی برنامهٔ پنجم به ۱۵٫۷ رسید. بخشی از این تورم طبیعی و ناشی از تورم کشورهای توسعه‌یافته در اثر شوک نفتی بود. اما علت اصلی آن مربوط به تصمیم شاه برای دو برابر کردن ناگهانی هزینه‌های حکومت در نتیجهٔ افزایش درآمدهای نفتی بود. تورم در سال ۱۳۵۶، یعنی سال آخر برنامهٔ عمرانی پنجم، به ۲۴٫۹٪ رسید. دولت برای کنترل تورم اقدام به واردات ارزان با استفاده از نرخ ارز پایین کرد و سیاست کنترل قیمت و مقابله با گران‌فروشی را اتخاذ کرد. این سیاست به تولید داخلی آسیب زد و نارضایتی فعالان اقتصادی را به همراه آورد. در نهایت نرخ رشد اقتصاد در طی برنامهٔ ششم به ۷٫۶٪ افت کرد که نصف رشد برنامه چهارم بود و همچنین نرخ رشد بهره‌وری هم به ۴٫۱٪ افت کرد. طبق آمار سازمان برنامه، شاخص هزینه زندگی از عدد ۱۰۰ در سال ۱۳۴۹ به عدد ۱۲۶ در سال ۱۳۵۳، ۱۶۰ در سال ۱۳۵۴ و نهایتاً ۱۹۰ در سال ۱۳۵۵ رسید. این افزایش به‌خصوص برای هزینهٔ خوراک و مسکن در شهرها بیشتر بود. به گزارش اکونومیست در سال ۱۳۵۵، هزینهٔ اجاره مسکن برای یک خانوار طبقه متوسط طی پنج سال ۳۰۰٪ افزایش داشت و هزینهٔ مسکن تا ۵۰٪ درآمد سالانهٔ آن خانوار را در بر می‌گرفت.

### جداول آماری وضعیت اقتصاد ایران
جدول ۱- شاخص‌های نقدینگی، قیمت‌ها و دستمزدها در اقتصاد ایران (به صورت درصد تغییرات، بر اساس آمار بانک ملی و بانک مرکزی ایران)
| سال  | نقدینگی | منابع | قیمت مصرف‌کننده | قیمت عمده فروشی | حقوق کاربران غیرماهر ساختمانی |
| ---- | ------- | ----- | -------------- | --------------- | ----------------------------- |
| ۱۹۷۰ | ۷٫۶۲    | ۱۴٫۵۳ | ۱٫۴۴           | ۲٫۵۱            | ۴٫۷۳                          |
| ۱۹۷۱ | ۲۰٫۱۲   | ۲۵٫۷۱ | ‏۵٫۵۶           | ۷٫۶۱            | ۱٫۸۷                          |
| ۱۹۷۲ | ۳۵٫۶۴   | ۳۴٫۸۰ | ‏۶٫۲۳           | ۳٫۶۹            | ۱۷٫۳۴                         |
| ۱۹۷۳ | ۲۷٫۷۳   | ۲۹٫۱۴ | ‏۱۱٫۱۷          | ۱۴٫۷۳           | ۱۶٫۷۲                         |
| ۱۹۷۴ | ۶۱٫۴۲   | ۵۷٫۰۶ | ‏۱۵٫۵۳          | ۱۷٫۰۶           | ۳۱٫۷۳                         |
| ۱۹۷۵ | ۳۶٫۴۶   | ۴۱٫۴۰ | ۹٫۹۳           | ۵٫۳۷            | ۵۰٫۸۵                         |
| ۱۹۷۶ | ۳۶٫۸۹   | ۳۹٫۱۱ | ۱۶٫۵۲          | ۱۳٫۲۶           | ۳۵٫۴۱                         |
| ۱۹۷۶ | ۳۶٫۸۹   | ۳۹٫۱۱ | ۱۶٫۵۲          | ۱۳٫۲۶           | ۳۵٫۴۱                         |
| ۱۹۷۷ | ۲۹٫۳۴   | ۳۱٫۶۰ | ۲۵٫۱۰          | ۱۴٫۶۲           | ۳۳٫۷۶                         |
| ۱۹۷۸ | ۵۶٫۴۲   | ۲۲٫۹۷ | ۱۰٫۰۱          | ۹٫۶۷            | ۱۴٫۷۷                         |

جدول ۲- سهم بخش‌های اقتصاد ایران از تولید ناخالص داخلی برحسب میلیارد ریال و درصد (آمار بانک مرکزی ایران)
| سال  | بخش کشاورزی    | صنعت نفت        | بخش معدن        | صنایع و خدمات    | تولید ناخالص داخلی |
| ---- | -------------- | --------------- | --------------- | ---------------- | ------------------ |
| ۱۹۷۰ | ۱۲۶٫۳ (۱۷٫۷٪)  | ۱۴۰٫۵ (۱۹٫۶۹٪)  | ۱۳۴٫۱ (۱۸٫۷۹٪)  | ۳۳۵٫۲ (۴۶٫۹۸٪)   | ۷۱۳٫۵ (۱۰۰٪)       |
| ۱۹۷۱ | ۱۵۶٫۴ (۱۷٫۳۳٪) | ۲۱۲٫۳ (۲۳٫۵۲٪)  | ۱۶۰٫۵ (۱۷٫۷۸٪)  | ۴۰۰٫۷ (۴۴٫۳۹٪)   | ۹۰۲٫۷ (۱۰۰٪)       |
| ۱۹۷۲ | ۱۸۲٫۸ (۱۶٫۱۷٪) | ۲۶۳٫۴ (۲۳٫۳۱٪)  | ۲۰۲٫۸ (۱۷٫۹۴٪)  | ۵۲۱٫۷ (۴۶٫۱۶٪)   | ۱۱۳۰٫۲ (۱۰۰٪)      |
| ۱۹۷۳ | ۲۱۹٫۷ (۱۳٫۰۹٪) | ۵۸۶٫۷ (۳۴٫۹۵٪)  | ۲۸۲٫۴ (۱۶٫۸۲٪)  | ۶۴۵٫۷ (۳۸٫۴۶٪)   | ۱۶۷۸٫۸ (۱۰۰٪)      |
| ۱۹۷۴ | ۲۸۹٫۸ (۹٫۵۸٪)  | ۱۴۳۳٫۷ (۴۷٫۳۷٪) | ۳۸۵٫۵ (۱۲٫۷۴٪)  | ۱۰۲۶٫۰ (۳۳٫۹۰٪)  | ۳۰۲۶٫۳ (۱۰۰٪)      |
| ۱۹۷۵ | ۳۰۶٫۲ (۸٫۹۲٪)  | ۱۳۶۹٫۱ (۳۹٫۸۹٪) | ۵۵۷٫۴ (۱۶٫۲۴٪)  | ۱۳۵۲٫۴۰ (۳۹٫۴۰٪) | ۳۴۳۳٫۲ (۱۰۰٪)      |
| ۱۹۷۶ | ۳۸۷٫۵ (۸٫۴۸٪)  | ۱۶۷۱٫۴ (۳۶٫۵۷٪) | ۸۴۸٫۳ (۱۸٫۵۶٪)  | ۱۸۸۱٫۳۰ (۴۱٫۱۶٪) | ۴۵۷۰٫۶ (۱۰۰٪)      |
| ۱۹۷۷ | ۴۵۹٫۳ (۸٫۵۱٪)  | ۱۷۵۵٫۰ (۳۲٫۵۲٪) | ۱۰۰۵٫۹ (۱۸٫۶۴٪) | ۲۴۶۶٫۴۰ (۴۵٫۷۱٪) | ۵۳۹۶٫۱ (۱۰۰٪)      |

جدول ۳- درآمدها و هزینه‌های حکومت بر حسب میلیارد ریال (بر اساس آمار بانک جهانی، بانک مرکزی ایران)
| سال  | کل درآمدهای حکومت | درآمدهای نفت و گاز | درآمدهای غیرنفت و گاز | هزینه‌ها | تراز مالی |
| ---- | ----------------- | ------------------ | --------------------- | ------- | --------- |
| ۱۹۷۰ | ۱۷۳٫۴             | ۸۵٫۵               | ۸۷٫۹                  | ۲۳۲٫۱   | ۵۸٫۷-     |
| ۱۹۷۱ | ۲۵۸٫۳             | ۱۵۵٫۳              | ۱۰۳٫۹                 | ۲۸۴٫۴   | ۳۲٫۹-     |
| ۱۹۷۲ | ۳۰۲٫۱             | ۱۷۸٫۲              | ۱۲۳٫۹                 | ۳۵۹٫۱   | ۵۸٫۶-     |
| ۱۹۷۳ | ۴۶۴٫۸             | ۳۱۱٫۳              | ۱۵۳٫۵                 | ۴۷۸٫۰   | ۱۳٫۲-     |
| ۱۹۷۴ | ۱۳۹۴٫۴            | ۱۲۰۵٫۲             | ۱۸۹٫۲                 | ۱۰۷۶٫۵  | ۳۱۷٫۹+    |
| ۱۹۷۵ | ۱۵۸۲٫۱            | ۱۲۴۶٫۸             | ۳۳۵٫۳                 | ۱۴۵۶٫۱  | ۱۲۶٫۰+    |
| ۱۹۷۶ | ۱۸۳۶٫۴            | ۱۴۲۱٫۵             | ۴۱۴٫۹                 | ۱۶۳۸٫۹  | ۱۹۷٫۵+    |
| ۱۹۷۷ | ۲۰۳۴٫۲            | ۱۴۹۷٫۸             | ۵۳۶٫۴                 | ۲۱۴۶٫۱  | ۱۱۹٫۹-    |
| ۱۹۷۸ | ۱۵۹۸٫۶            | ۱۰۱۳٫۲             | ۵۸۵٫۴                 | ۱۸۲۳٫۹  | ۲۲۵٫۳-    |

## اقدامات حکومت برای رفع مشکل

### حزب رستاخیز

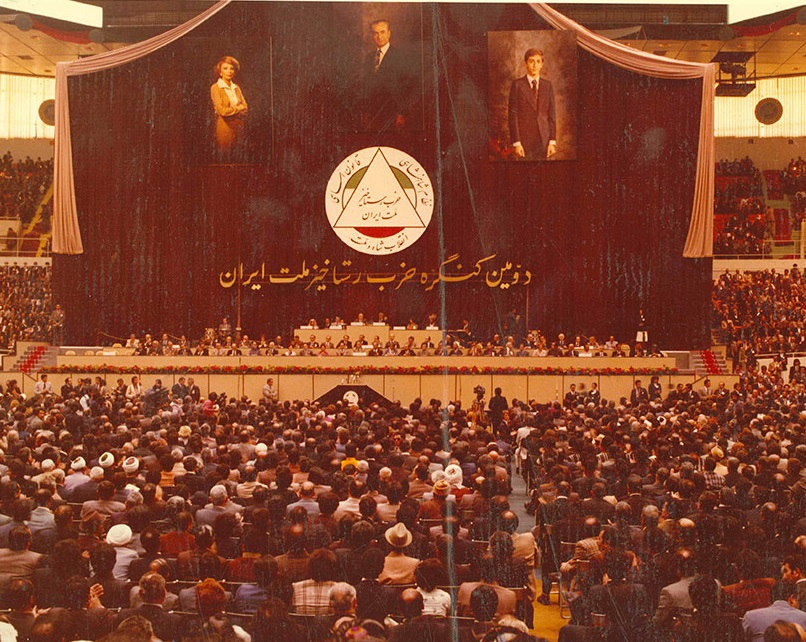
دومین کنگره حزب رستاخیز ایران

حزب رستاخیز مسئولیت تورم شدید بین سال‌های ۱۳۵۲ تا ۱۳۵۵ را به گردن جامعهٔ تجاری انداخت و به سراغ مغازه‌داران و تجار خرده‌پا رفت. حزب با گشودن شعبه‌هایی در بازار، بر قیمت بیشتر کالاها نظارت دقیقی اعمال کرد و برای کوتاه ساختن دست واسطه‌ها و دلالان داخلی، میزان زیادی گندم، قند و شکر و گوشت وارد کرد. بدین‌سان رژیم با اعلان جنگ به بازار، به حوزه‌ای حمله‌ور شده بود که دولتهای پیشین، جرئت گام گذاشتن در آن را نداشتند. حزب رستاخیز ۱۰٬۰۰۰ دانش‌آموز را در دسته‌های منظمی با نام «تیمهای بازرسی»، برای جهاد بیرحمانه‌ای علیه سودجویان، متقلبان، محتکران و سرمایه‌داران بی‌ملاحظه، روانه بازار کرد. همچنین شوراهای صنفی تعداد بسیاری از تاجران را جریمه، تبعید یا محکوم به زندان نمودند و روزنامه‌های در نظارت دولت نیز از ضرورت ریشه‌کن کردن بازار و حجره‌های پوسیده و جایگزین کردن سوپرمارکتهای کارآمد با قصابیها، بقالی‌ها و نانوایی‌های بی‌ثمر سخن به میان آوردند. این حملات فاحش موجب شد تا بازاریان، در جستجوی پشتیبان، بار دیگر به متحد سنتی خود، علما روی آورند. به گفته یرواند آبراهامیان، اهداف حزب رستاخیز با دستاوردهای آن به شدت تعارض پیدا کرد و هرچند هدف آن نهادینه کردن بیشتر حکومت سلطنتی و فراهم ساختن پایگاه اجتماعی گسترده‌تری برای آن بود، رژیم را تضعیف و نارضایتی قشرهای مختلف جامعه را شدیدتر کرد. اعلان جنگ حکومت علیه بازاریان و نهادهای دینی، مخالفان میانه‌رو و حتی روحانیون غیر سیاسی را نیز به آغوش مخالف نافرمان و سازش‌ناپذیر رژیم، روح الله خمینی، انداخت و آنان امکانات مالی بسیار و یک شبکه سازمانی گسترده را در اختیار خمینی قرار دادند. بازاریان همچنین، پشتیبانی مالی بسیاری از اعتصاب‌های دانشجویی و بعد از آن اعتصاب‌های گسترده کارگری و همچنین حمایت مالی خانواده‌های کشته‌شدگان درگیری‌های سال ۵۷ را برعهده گرفتند.

## آثار و پیامدها
به دلیل وجود اقتصاد نفتی نقدینگی مردم ایران رو به افزایش نهاد و در نتیجه درصد مهاجرت مردم از روستاها به شهرهای بزرگ رشد چشمگیری پیداکرده بود، اما با کاهش به‌یک‌بارهٔ قیمت نفت، بسیاری از این مهاجران تازه‌وارد بیش‌ازپیش بیکار شدند و این مسائل موجبات نارضایتی این مهاجران به شهرهای بزرگ را که بخش‌های وسیعی از جامعه می‌بودند، فراهم آورد.

## یادداشت
1. ↑  investment expenditure